# نوربرتو أراوخو
نوربرتو كارلوس أراوخو لوبيز (13 أكتوبر 1978 بروساريو في الأرجنتين - ) (بالإسبانية: Norberto Carlos Araujo López) هو لاعب كرة قدم أرجنتيني في مركزي قلب الدفاع والدفاع. شارك مع منتخب الإكوادور لكرة القدم. أما مع النوادي، فقد لعب مع أرسنال ساراندي ونادي توركو ونادي سبورتينغ كريستال وKultsu FC ‏ وليجا دي كويتو وسبورت بويز وRacing de Córdoba ‏ ونادي أتليتيكو ألدوسيفي.

## وصلات خارجية
- نوربيرتو اروخو على موقع الاتحاد الدولي (مؤرشف)  (الإنجليزية)
- نوربيرتو اروخو على موقع قاعدة بيانات كرة القدم.إي يو (الإنجليزية)
- نوربيرتو اروخو على موقع ناشيونال فوتبول تيمز (الإنجليزية)
- نوربيرتو اروخو على موقع Soccerway.com (الإنجليزية)
- نوربيرتو اروخو على موقع AS.com (الإسبانية)